# Thomomys bottae
O Thomomys bottae é um roedor nativo do oeste da América do Norte. Os nomes específicos e comuns dessa espécie homenageiam Paul-Émile Botta [en], um naturalista e arqueólogo que coletou mamíferos na Califórnia em 1827 e 1828.

## Descrição

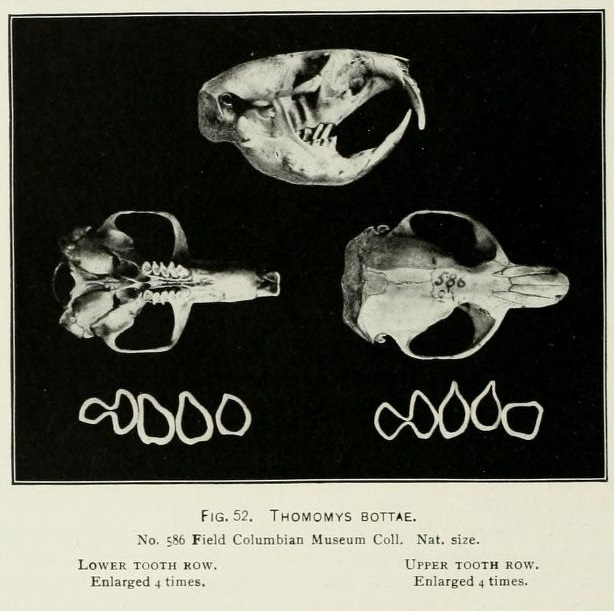
Crânio e dentes do Thomomys bottae, de Daniel Giraud Elliot, 1901.

O Thomomys bottae é um esquilo de tamanho médio, com adultos que atingem um comprimento de 18 a 27 cm, incluindo uma cauda de 5 a 6 cm. A fórmula dentária geral é {\displaystyle {\tfrac {1013}{1013}}}. Os machos são maiores, com um peso de 160 a 250 g, em comparação com 120 a 200 g nas fêmeas. Acredita-se que os machos continuam crescendo durante toda a vida. No entanto, a variação de tamanho indicaria que alguns machos estão predispostos a serem maiores do que outros, e o maior macho pode não ser o mais velho. A coloração é altamente variável e tem sido usada para ajudar a distinguir algumas das muitas subespécies; ela também pode mudar ao longo de um ano, à medida que os animais fazem a ecdise. Também foram registrados indivíduos albinos e melânicos. No entanto, o Thomomys bottae geralmente não tem a faixa preta no meio do dorso encontrada no Thomomys umbrinus [en], uma característica que pode ser usada para distinguir as duas espécies quando elas vivem na mesma área.

## Distribuição
Os Thomomys bottae são encontrados na Califórnia, a leste do Texas, e de Utah e do sul do Colorado ao sul do México. Dentro dessa área geográfica, eles habitam uma variedade de habitats, incluindo bosques, chaparral, matagal e terras agrícolas, sendo limitados apenas por terrenos rochosos, desertos áridos e grandes rios. Eles são encontrados em altitudes de até pelo menos 4.200 metros. Restos de esqueletos de Thomomys bottae, datados de 31.000 anos atrás, foram identificados em Oklahoma.
Cerca de 195 subespécies foram descritas, principalmente com base na distribuição geográfica. Algumas delas foram descritas anteriormente como espécies distintas em seu próprio direito. A distribuição das localidades-tipo dessas subespécies é a seguinte:
- Califórnia - 43 (incluindo a subespécie indicada)

- Oregon - 2 (ambas no extremo sul do estado)

- Nevada - 16

- Utah - 20

- Arizona - 43

- Novo México - 15

- Colorado - 4

- Texas - 10 (todos na região oeste do estado)

- Baixa Califórnia - 16

- Baixa Califórnia do Sul - 8

- Sonora - 8

- Chihuahua - 2

- Coahuila - 6

- Sinaloa - 2 (ambas no extremo norte do estado)

## Ecologia
O Thomomys bottae é estritamente herbívoro, alimentando-se de uma variedade de plantas. Os brotos e as gramíneas são particularmente importantes, complementados por raízes, tubérculos e bulbos durante o inverno. Um indivíduo geralmente puxa as plantas para o solo pelas raízes para consumi-las na segurança de sua toca, onde passa 90% de sua vida.
A taxa metabólica, a taxa de consumo e a quantidade de energia assimilada por esquilos adultos não reprodutivos são consistentes durante o inverno, a primavera, o verão e o outono. O Thomomys bottae adulto médio tem uma temperatura corporal de 36 °C. A escavação pode ser extremamente exigente em termos energéticos, requerendo de 360 a 3.400 vezes mais energia do que a movimentação pela superfície, dependendo da densidade do solo. Devido ao alto custo da escavação, o Thomomys bottae é bom em conservar energia por ter uma taxa metabólica basal e uma condutância térmica baixas.
Os principais predadores dessa espécie incluem texugos-americanos, coiotes,  Neogale frenata e cobras, mas outros predadores incluem gambás, corujas, linces e gaviões. Essa espécie é considerada uma praga em áreas urbanas e agrícolas devido ao seu hábito de escavação e sua predileção por alfafa; no entanto, também é considerada benéfica, pois suas tocas são uma fonte importante de aeração para os solos da região.
Estima-se que as escavações feitas pelo Thomomys bottae arejam o solo a uma profundidade de cerca de 20 cm, e são responsáveis pela criação de montes Mima [en] de até 2 m de altura. Estima-se que as populações da espécie extraiam até 28 t de solo por hectare por ano, grande parte da qual é movida para baixo do solo, em vez de ser empurrada para os montes. A espécie também tem sido associada à morte de álamos no Arizona e cria manchas de solo descoberto que podem limitar o estabelecimento de novas mudas.

## Comportamento

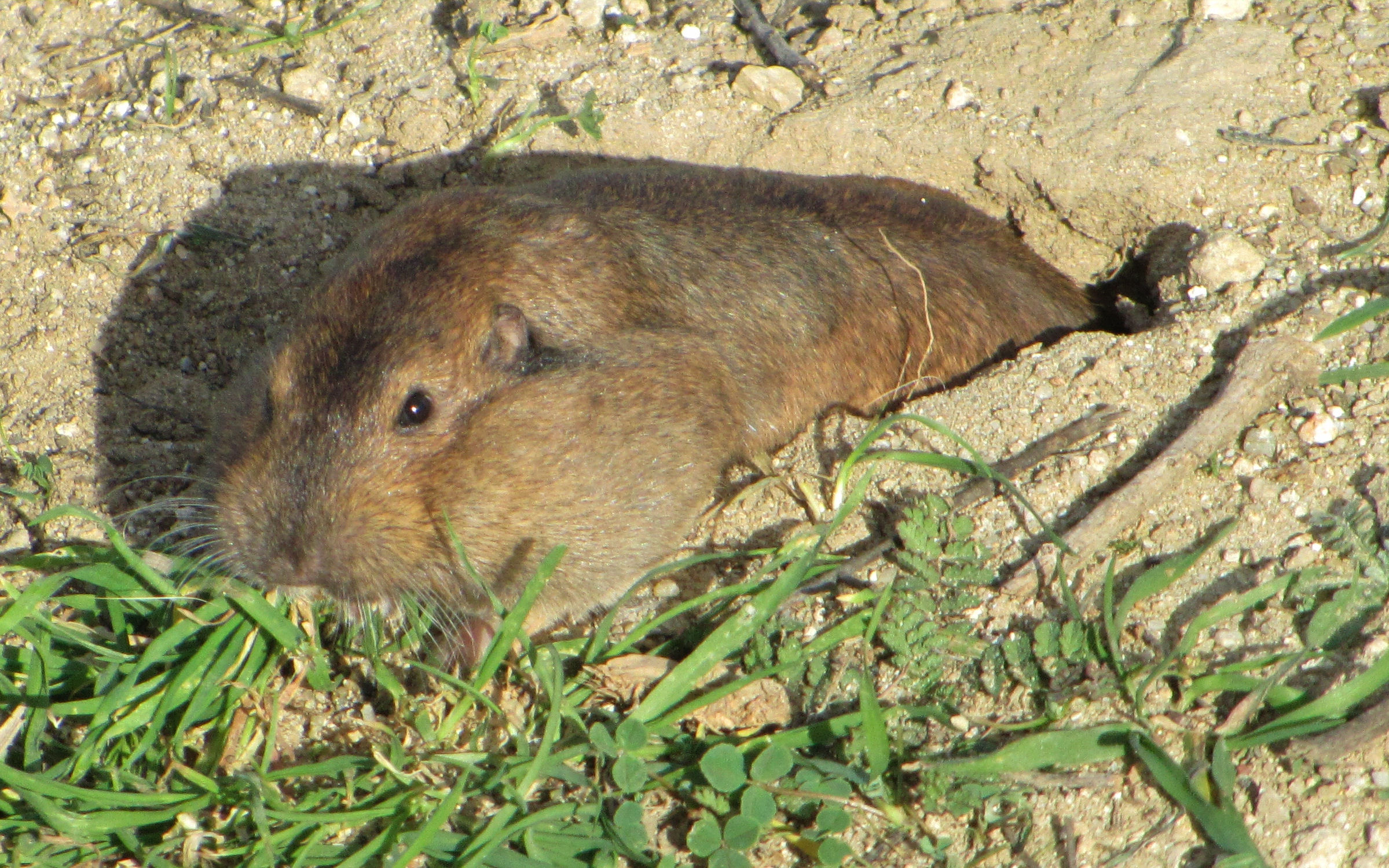
Um indivíduo saindo de uma toca no sul da Califórnia

O Thomomys bottae é altamente adaptável, escavando em uma grande variedade de solos, desde areias soltas até argilas bem compactadas, e de desertos áridos a prados de alta altitude. Ele é capaz de tolerar uma variedade tão grande de solos, em parte porque cava principalmente com os dentes, que são maiores e com uma camada mais espessa de esmalte do que os dos esquilos que escavam com as garras. Em comparação, os esquilos que cavam com suas garras geralmente só conseguem cavar em solos mais macios, porque suas garras se desgastam mais rapidamente do que os dentes em materiais mais duros.
Os Thomomys bottae são ativos por cerca de nove horas por dia, passando a maior parte do tempo se alimentando em suas tocas, mas não se restringem à luz do dia ou à noite. Eles emitem poucos sons, embora se comuniquem por meio de estalos, silvos suaves e guinchos.
Suas tocas incluem várias câmaras profundas para nidificação, armazenamento de alimentos e defecação, que podem estar a até 1,6 m abaixo do solo. Uma série de túneis próximos à superfície é usada para a alimentação das raízes das plantas, com túneis laterais mais curtos para o descarte do solo escavado. Na superfície, as tocas são marcadas por montes em forma de leque de solo escavado, com a entrada real geralmente mantida preenchida para proteção. Foram registradas densidades populacionais entre 10 e 62 por acre.
Fora da época de reprodução, cada toca é habitada por um único adulto, e os filhotes saem quando são desmamados. As tocas dos machos se estendem por uma área média de 474 m2 e as das fêmeas, 286 m², mas os esquilos defendem agressivamente uma área exclusiva maior, de 810 m² para os machos e 390 m² para as fêmeas, ao redor da entrada da toca.

## Reprodução
Em áreas com alimento suficiente, como terras agrícolas, a reprodução pode ocorrer durante todo o ano, com até quatro ninhadas nascendo a cada ano. No norte e em outros ambientes menos hospitaleiros, ela ocorre somente na primavera. O habitat local também afeta a idade em que as fêmeas começam a se reproduzir, sendo que quase a metade o faz no primeiro ano em terras agrícolas, mas nenhuma em áreas desérticas. As fêmeas podem se reproduzir na mesma estação em que nascem ou dentro de três meses após o nascimento. Os machos tendem a não se reproduzir até a estação seguinte ao nascimento ou, pelo menos, até que tenham de 6 a 8 meses de idade.
A gestação dura 18 dias e resulta no nascimento de uma ninhada de até 12 filhotes, embora 3 ou 4 sejam mais comuns. Os filhotes nascem sem pelos e cegos e medem cerca de 5 cm de comprimento. A primeira camada sedosa de pelos é substituída por uma camada mais grossa de pelos grisalhos à medida que os filhotes envelhecem, antes do desenvolvimento da pelagem adulta completa.
Os Thomomys bottae podem se reproduzir com os Thomomys umbrinus e, até a década de 1980, eram frequentemente considerados como pertencentes à mesma espécie. No entanto, os híbridos machos são estéreis e as fêmeas têm a fertilidade bastante reduzida, portanto, raramente têm descendência própria. A hibridização com o Thomomys townsendii também foi relatada, mas também parece não se estender muito além da primeira geração.